# Ford LCF
 (août 2021).
Le Ford LCF (Low Cab Forward) est un camion à cabine avancée moyen qui a été commercialisé par la Ford Motor Company de 2006 à 2009. Produit en co-entreprise avec Navistar International, (connu sous le nom de Blue Diamond, un clin d'œil au logo Ovale Bleu (Blue an anglais) de Ford et au logo en forme de diamant (Diamond en anglais) de Navistar) le LCF (et son homologue l'International CF/CityStar) ont été fabriqués dans la même usine à General Escobedo, au Mexique, qui a produit les Ford F-650/750 Super Duty classiques. La cabine utilisée provenait du Mazda Titan.
C'est le premier véhicule à cabine sur moteur vendu par Ford depuis la vente des droits de la conception du Ford Cargo américains à Freightliner en 1996, ils étaient principalement en concurrence avec l'Isuzu Elf et les variantes rebadgées de Chevrolet/GMC (avec le Mitsubishi Fuso Canter). Vendu avec divers empattements, il a été utilisé avec diverses configurations, y compris camions à benne basculante, camions de pompiers, camions de remorquage, camions fourgons, camions grues/nacelles et camions à plateau.

## Conception

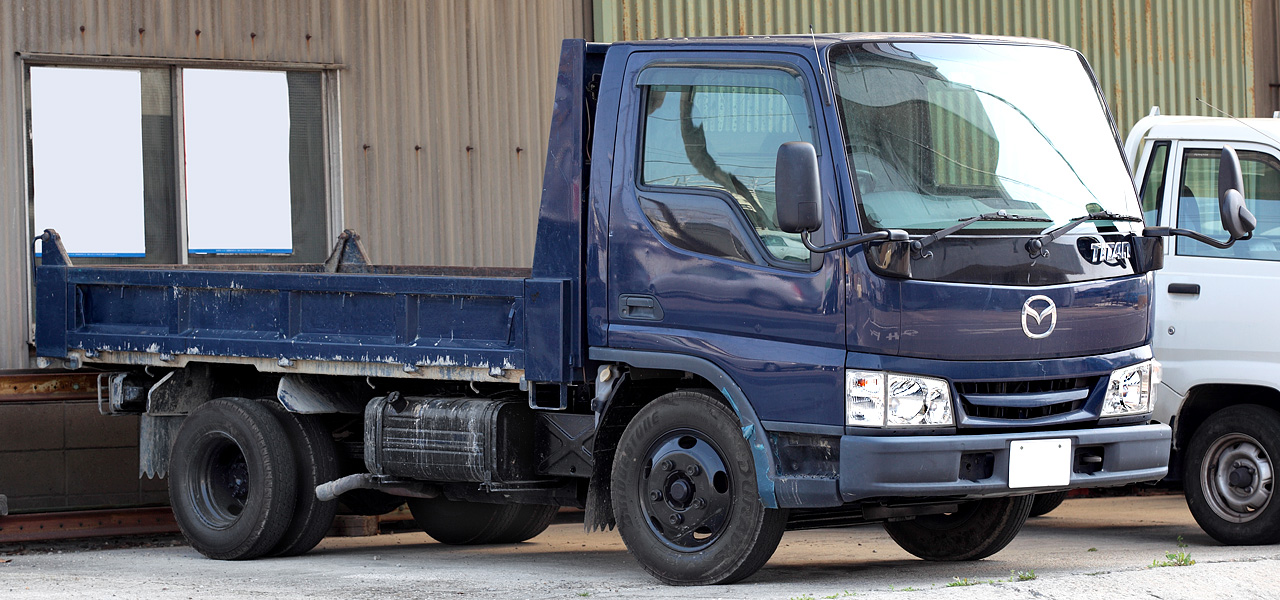
4th-generation Mazda Titan, source of cab assembly

### Châssis
Le châssis était principalement basé sur l'architecture existante du F-Series. La cabine est dérivée du Mazda Titan japonais introduit en 2000. Les caractéristiques standard comprenaient des vitres manuelles, des roues en acier et une calandre peinte; pour un coût supplémentaire, des vitres électriques pouvaient être ajoutées avec une calandre, un pare-chocs et des roues chromés. De style similaire à celles des pick-ups Super Duty, la calandre du LCF différait de son homologue d'International, qui comportait des barres verticales.

### Groupe motopropulseur
Les LCF et CF étaient équipées d'un seul groupe motopropulseur : une version V6 de 4,5 litres du moteur PowerStroke/VT365 de 6 litres. Alors que le moteur lui-même était exclusif aux deux camions, il était couplé à la transmission Torqshift (5R110W) à cinq vitesses partagée avec la gamme de pick-ups Super Duty.